# Mariela Scarone
Mariela Scarone (4. listopada 1986.) je argentinska hokejašica na travi. Igra na mjestu obrambene igračice.
S argentinskom izabranom vrstom je osvajala odličja i sudjelovala na međunarodnim natjecanjima.
Po stanju od 3. studenoga 2009., igra za klub Club Ciudad de Buenos Aires.

## Sudjelovanja na velikim natjecanjima
- Trofej prvakinja 2009.